# Force Traveller
Force Traveler — легкий комерційний автомобіль (LCV), виготовлений і розповсюджений індійським виробником Force Motors. Є ліцензійною копією Mercedes TN/T1, спочатку зі зміненим значком, а потім з новим фейсліфтингом.

## Опис моделі
Спочатку він був запущений у 1987 році як Tempo Traveller, а Tempo Excel — у 1999 році з більш широким спектром комерційних корпусів.
Існують різні конфігурації для різних видів використання, включаючи розкішний фургон, мікроавтобус, шкільний автобус, швидку допомогу, автомобіль швидкого реагування та пікап. Інші варіанти включають версії з високим/низьким дахом, версії з коротким/довгим шасі.
Force Traveler користується великою популярністю серед транспортних ліній Індії завдяки своїй різноманітності сидінь. Він поставляється в різних конфігураціях.
Traveller оснащений 2,6-літровим (2596 куб.см) двигуном FM 2.6 CR BS VI виробництва Mercedes-Benz, з CNG і дизельними варіантами. Дизельний агрегат видає 67 кВт (91 к.с.; 90 к.с.) при 2800 об/хв і крутний момент 250 Н⋅м (184 фунт⋅фут) при 1400—2400 об/хв.
Попередні моделі Tempo оснащувалися двигуном Mercedes-Benz OM616, 2,4-літровим (2399 куб.см) 4-циліндровим дизельним двигуном потужністю 45 кВт (61 к.с.; 60 к.с.) при 4000 об/хв і крутним моментом 130 Н⋅м (96 фунтів⋅). футів) при 2000 об/хв на основі Mercedes-Benz 230 легкового автомобіля.